# خوان مونخاردين
خوان مونخاردين كاليخون (بالإسبانية: Juan Monjardín Callejón)‏ (24 أبريل 1903 - 13 نوفمبر 1950) كان لاعب كرة قدم إسباني .
ولد في مدريد، خلال مسيرته في النادي لعب مع ريال مدريد. حصل على 4 مباريات لمنتخب إسبانيا لكرة القدم، ولعب في الألعاب الأولمبية الصيفية لعام 1924.

## روابط خارجية
- خوان مونخاردين على موقع قاعدة بيانات كرة القدم.إي يو (الإنجليزية)
- خوان مونخاردين على موقع ناشيونال فوتبول تيمز (الإنجليزية)
- خوان مونخاردين على موقع أوليمبيديا (الإنجليزية)
- ملف تعريف اللاعب على futbol.sportec.es
- ملف تعريف اللاعب على lfp.es
- خوان مونخاردين على فرق كرة القدم الوطنية.كوم